# Zeldzame Aarde-hypothese

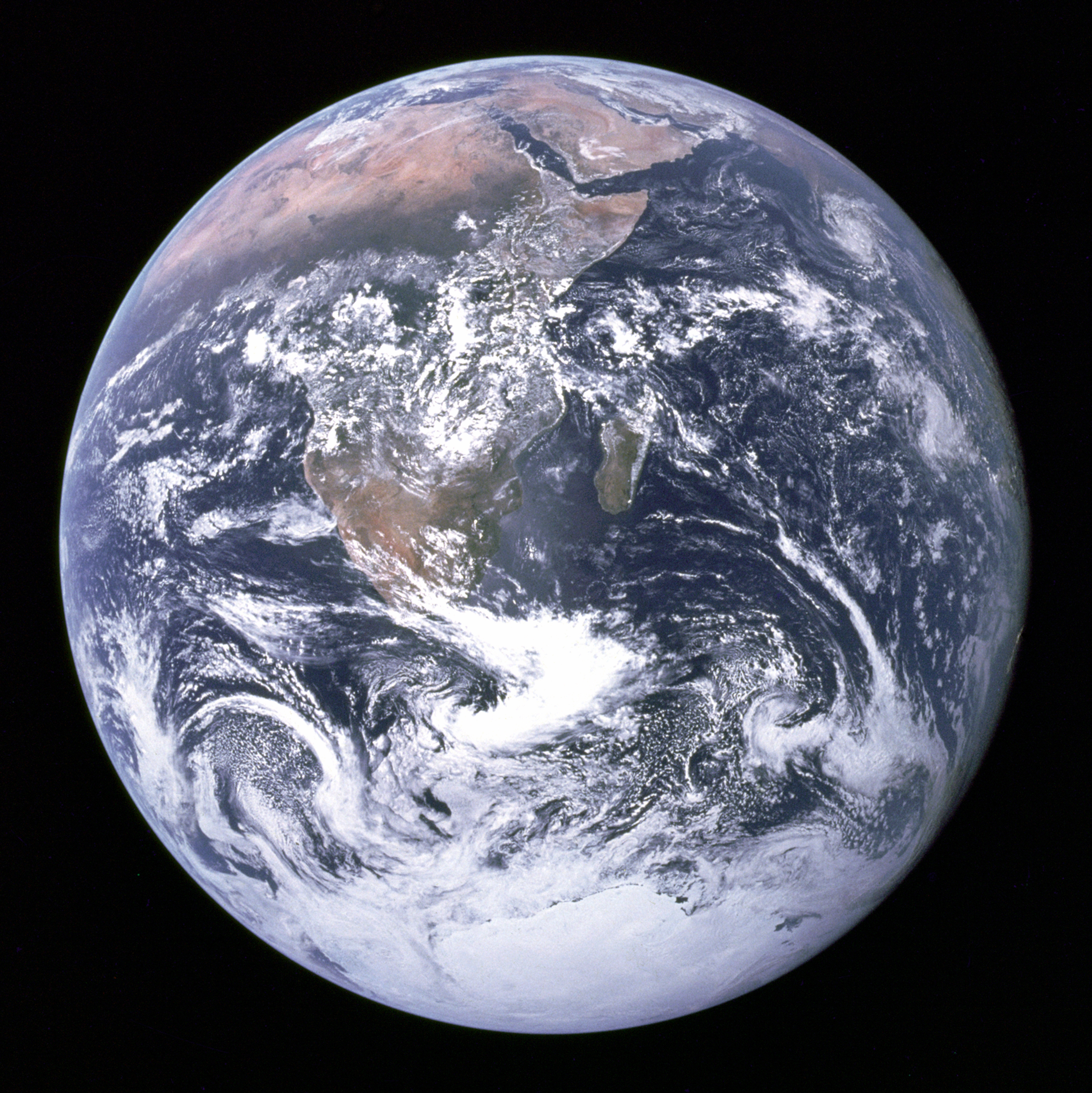
De aarde; volgens de hypothese een zeldzame planeet.

De Zeldzame Aarde-hypothese (Engels: Rare Earth hypothesis) is een hypothese uit de planetologie en astrobiologie, die stelt dat de kans dat er op een planeet complex, meercellig leven ontstaat, zoals dat op aarde gebeurd is, afhangt van een onwaarschijnlijke combinatie van geologisch en astrofysische gebeurtenissen. In dat geval zou de kans dat er ergens in het universum nog een planeet zoals de Aarde bestaat, erg klein zijn.
De Engelse term "Rare Earth" komt van Rare Earth: Why Complex Life Is Uncommon in the Universe (2000), een boek van Peter Ward en Donald E. Brownlee.
De Zeldzame Aarde-hypothese staat haaks op de algemeen aanvaarde theorie dat de kans op andere planeten met (complexe) levensvormen aannemelijk is, gezien de omvang van het universum en het grote aantal planeten dat er mogelijk in voorkomt. De hypothese kan worden gezien als een van de vele mogelijke antwoorden op de Fermiparadox.

## Argumenten voor de hypothese

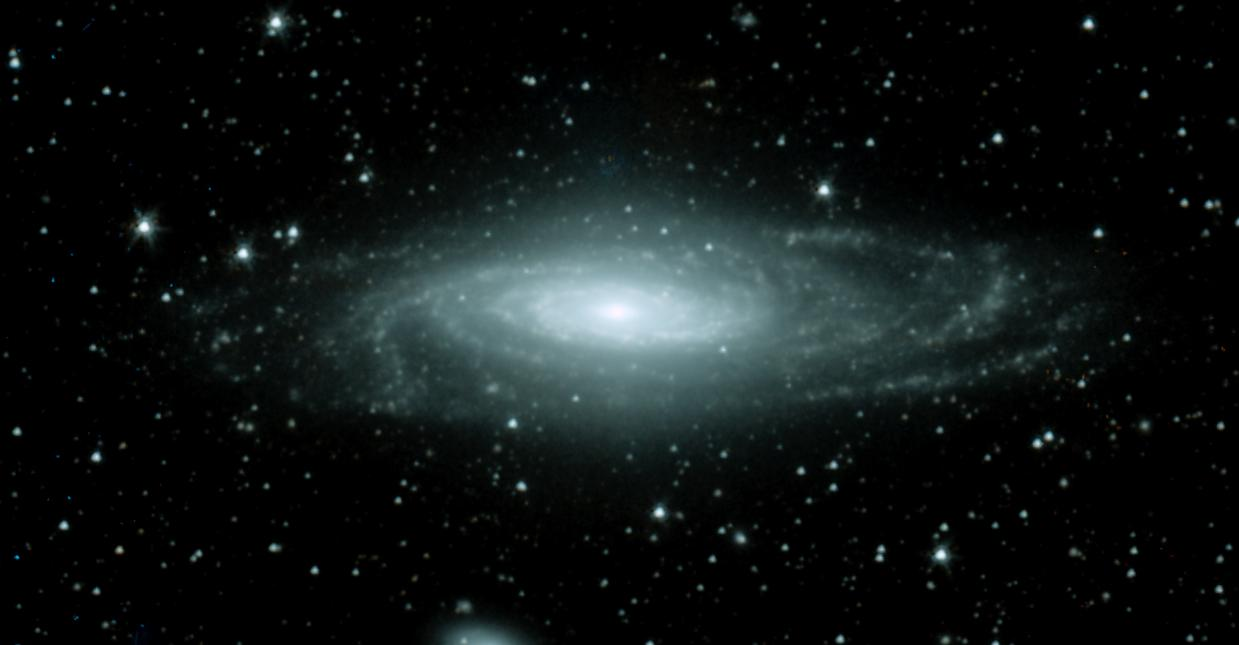
Sterrenstelsel NGC 7331; een planeet binnen een gebied van dit sterrenstelsel waar maar weinig metalen voorkomen of hoge stralingsconcentraties zijn, kan volgens de hypothese geen leven bevatten.

De Zeldzame Aarde-hypothese stelt dat het ontstaan van complex leven afhankelijk is van een groot aantal factoren, waaronder:
- de ster waar de betreffende planeet omheen draait;
- de bewoonbare zone;
- de omvang van de planeet;
- de aanwezigheid van een magnetosfeer;
- de samenstelling van de atmosfeer en lithosfeer;
- de aanwezigheid van water.

De kans dat een planeet bij al deze factoren aan de juiste voorwaarden en omstandigheden voldoet, is volgens de hypothese klein.

### Leefbare zone
De hypothese stelt dat grote delen van het universum en grote delen van de Melkweg niet geschikt zijn om planeten waarop complex leven zou kunnen ontstaan te huisvesten. Deze staan bekend als 'dode zones'. In deze zones komen bijvoorbeeld niet genoeg metalen voor om Aardse planeten te doen ontstaan, en de stralingsniveaus (van onder andere gammastraling en röntgenstraling) zijn er zodanig hoog dat ze gevaarlijk worden voor leven. Deze zones komen onder meer voor in de buitenste regio’s van sterrenstelsels, in een bolvormige sterrenhoop en in de spiraalarmen van een spiraalvormig sterrenstelsel. Een planeet moet zich niet alleen in een gebied bevinden dat geschikt is voor leven, maar ook lang genoeg in dit gebied blijven om het leven te laten ontwikkelen.

### Ster
De ster waar de planeet in kwestie omheen draait, speelt volgens de hypothese ook een rol. De planeet moet, om leven zoals men dat op Aarde kent te doen ontstaan, vloeibaar water bevatten, waardoor het vereist is dat de planeet op precies de goede afstand van de ster staat voor de juiste oppervlaktetemperatuur. De ster zelf mag niet te heet zijn, anders is de kans groot dat hij een rode reus wordt voordat complex leven de kans krijgt zich volop te ontwikkelen. Daarmee vallen sterren van uit de spectraalklasse F6 tot O al af. F7 tot K1 zouden volgens de hypothese de beste type sterren zijn, maar die zijn voor zover bekend zeldzaam. Ook rode dwergen, witte dwergen en bruine dwergen zullen in principe geen planeten hebben waarop de omstandigheden ideaal genoeg zijn om leven te doen ontstaan. Verder mag de energie die een ster uitstraalt niet te veel veranderen. Veranderlijke sterren zoals de Cepheïde zijn in dat opzicht ongeschikt om planeten te hebben waar leven op kan ontstaan.

### Planeet
Volgens de hypothese, en wat er bekend is over leven, is een planeet met een solide oppervlak vereist om leven te doen ontstaan. Gasreuzen zoals Jupiter hebben dat bijvoorbeeld niet. Ook is er geen manier bekend waarop leven zou kunnen ontstaan zonder een reeks complexe, chemische reacties waarvoor onder meer metalen en zware elementen vereist zijn. Een planeet en het zonnestelsel waar hij toe behoort, moeten rijk zijn aan metalen.
De planeet moet voldoende omvang hebben om een stabiele atmosfeer te kunnen krijgen en behouden.

## Tegenargumenten
De Zeldzame Aarde-hypothese wordt op meerdere manieren tegengesproken.
Exoplaneten zijn geen zeldzaam verschijnsel. In 2011 waren er 700 bekend en er zouden er zeker meer volgen. Alan Boss van de Carnegie Institution of Science schatte dat er mogelijk miljarden vaste of Aardse planeten in de Melkweg zijn en dat vele daarvan in elk geval simpele levensvormen zouden kunnen bevatten. Vooral de vermeende ontdekking van Gliese 581 g wordt vaak gebruikt als argument tegen de Zeldzame Aarde-hypothese.
Een ander argument tegen, is dat onderzoekers zich te veel zouden laten leiden door het leven op Aarde bij hun redenering of een andere planeet complex leven kan bevatten. Biologen als Jack Cohen stellen bijvoorbeeld dat biologen te vaak in een cirkelredenatie denken en het best mogelijk zou kunnen zijn dat er zich op een planeet die niet lijkt op de Aarde leven ontwikkelt dat, in tegenstelling tot Aardse levensvormen, bijvoorbeeld niet op koolstof gebaseerd is. Volgens David Darling is de Zeldzame Aarde-hypothese helemaal geen hypothese of voorspelling, maar meer een weergave van hoe het leven op aarde ontstaan is.
Een derde argument tegen is dat zuurstof niet noodzakelijk zou zijn om leven te doen ontstaan. Zo zijn in het L'Atalante-bekken van de Middellandse Zee meercellige organismen gevonden die waterstof in plaats van zuurstof gebruiken.

## Voorstanders
Enkele noemenswaardige voorstanders van de hypothese zijn:
- Stuart Ross Taylor,[10]
- Stephen Webb,[1] een natuurkundige die de hypothese als een van de weinige oplossingen ziet voor de Fermiparadox.
- Simon Conway Morris,[11] een paleontoloog.
- John D. Barrow en Frank J. Tipler (1986. 3.2, 8.7, 9)
- Ray Kurzweil
- John Gribbin, een wetenschappelijk auteur.[12]